# Македонианство
Македониа́нство (греч. μακεδονιανοί, пневматома́хия, греч. πνευματομάχοἱ, духоборчество) — богословское учение IV века, отрицавшее божественность Святого Духа. Осуждено как ересь на Втором Вселенском соборе.
Одно из названий этого учения «македонианство» — по имени Македония, Святителя Нового Рима, Града Константинового, современника Святого Царя Феодосия, который учил, что Дух Святой есть творение (κτίσμα) из рода служебных духов, не имеющее участия в Божестве и славе Отца и Сына. Известны также в различных местностях и в различное время как греч. ἡμιαρειανοί — полуариане, греч. τροπικοί — тропики и греч. μαραθωνιανοί — марафониане.

## Возникновение
Это учение возникло в конце 350-х годов н. э. и наибольшее распространение получило в 380-е годы на востоке Римской империи — в Египте, Константинополе и Геллеспонте, а также в Малой Азии.
Среди духоборцев не было единого мнения о Святом Духе, одни называли его творением, другие занимали промежуточную позицию: не называя Его ни Богом, ни творением.

## Борьба с учением
Против учения духоборцев писали многие Отцы Церкви: Афанасий Великий, Василий Великий, Григорий Богослов, Григорий Нисский, Амфилохий Иконийский, Епифаний Кипрский, Аврелий Августин, Иоанн Дамаскин, а также церковный писатель Руфин Аквилейский.
На Втором Вселенском соборе в 381 году учение духоборцев предано анафеме первым каноном этого собора:

Святые отцы, собравшиеся в Константинополе, определили: … и да предается анафеме всякая ересь, и именно: ересь … полуариан, или духоборцев.

После соборного осуждения император Феодосий Великий запретил распространение духоборческого учения законодательно в 383 или 384 году.